# Суслы (река)
Суслы — река в России, протекает по Марксовскому и Советскому районам Саратовской области. Устье реки находится в 83 км от устья Большого Карамана по правому берегу. Длина реки составляет 28 км, площадь водосборного бассейна — 174 км².

## Данные водного реестра
По данным государственного водного реестра России относится к Нижневолжскому бассейновому округу, водохозяйственный участок реки — Большой Караман от истока и до устья. Речной бассейн реки — Волга от верхнего Куйбышевского водохранилища до впадения в Каспий.
Код объекта в государственном водном реестре — 11010001812112100010241.